# Laura Molina
Laura Molina Fernández (La Rinconada, 13 de septiembre de 1988) es una jugadora de bádminton española.

## Trayectoria
Participó en el Campeonato Mundial de Bádminton de 2005, celebrado en Anaheim (Estados Unidos). En la prueba individual femenina se retiró en el primer partido de la primera ronda. Iba por detrás de la jugadora Yip Pui Yin, de Hong Kong, 1-11, 0-7 cuando decidió terminar el partido. En la prueba de dobles formó pareja con Carlos Longo y también perdieron en la primera ronda.

## Resultados

### BWF International Challenge/Series
Dobles mixtos
| Año  | Torneo                         | Pareja       | Adversarios                       | Puntuación   | Resultado |
| ---- | ------------------------------ | ------------ | --------------------------------- | ------------ | --------- |
| 2007 | Nouméa Internacional           | Carlos Longo | Marc Antoine Desaymoz Johanna Kou |              | Ganadores |
| 2007 | North Shore City International | Carlos Longo | Joe Wu Belinda Hill               | 21–15, 21–18 | Ganadores |
| 2004 | Brasil Internacional           | Carlos Longo | Marc Lai Melinda Keszthelyi       | 15–12, 15–6  | Ganadores |

     BWF International Challenge
     BWF International Series
     BWF Future Series